# Zenon - La nuova avventura
Zenon - La nuova avventura (Zenon, The Zequel) è un film per la televisione, trasmesso in prima visione il 12 gennaio 2001 su Disney Channel. È il seguito di Zenon - Ragazza stellare.

## Trama
Zenon è diventata popolare dopo aver salvato la base spaziale e come premio, il capitano le dà il permesso di andare nelle zone private della base. Ella entra nella centrale operativa della stazione, dove con Nebula gioca a un videogioco, che in realtà si rivela l'apertura della portiera dell'ufficio del comandante. Quest'ultimo per punizione, la fa lavorare nella sezione avvistamento alieni con Orion, un giovane ragazzo poco socievole. Successivamente Gregory la lascia e Protozoa è scomparso…
Un giorno mentre Zenon lavorava sente dei rumori dai monitor, "zoom, zoom, zoom " così avverte il capitano, che però le dice di non fare un'altra delle sue birbanterie, perché la stazione avrebbe ospitato il capitano dei militari con il compito di eliminare i settori non bene funzionanti. Lo stesso capitano dà il compito a Zenon di fare la babysitter a sua figlia Margie, che le complicherà la vita. Zenon decide di andare sulla Terra per portare Protozoa nello spazio, pensando che gli alieni volessero lui. Margie segue Zenon sulla Terra, dicendo al padre di essere costretta: così facendo farà arrestare i genitori di Zenon e il capitano. 
Zenon, una volta arrivata sulla terra, facendosi aiutare da sua zia riesce a trovare Protozoa, che in preda alla depressione si era rifugiato nella sua villa. Grazie all'aiuto di Orion e della madre di Zenon, zia Judy Protozoa, Zenon, Nebula e Margie riescono a incontrare gli alieni che volevano solo delle coordinate per ritornare a casa e in cambio avrebbero portato la stazione di nuovo in orbita. Il film si conclude con un concerto di Protozoa sulla stazione, il matrimonio di Judy e il capitano; Margie diventa amica di Nebula e Zenon.